# 桂文燦
桂文燦，字子白，昊庭（1823年—1884年），廣東南海人。早年師從陳澧。在道光二十九年中舉人。同治元年，進呈所著的《經學叢書》，同治帝認為有「潛心研究之功」。翌年二月，又再進言約40條，而其中津貼京官、制造輪船等建議都得到批准。光緒九年，選任湖南北鄖縣知縣。他上任的時候沒有帶幕客和家人去，事無大小，親力親為。但是不足一年就去世。著作約46種，200餘卷。

## 著作
- 《朱子述鄭錄》
- 《易大義補》
- 《書古今文注》